# Тютюнников, Борис Никанорович
Борис Никанорович Тютюнников (1895 — 1985) — советский химик. Лауреат Ленинской премии (1968).
Создал научную школу химиков и технологов в области переработки жиров, синтетических жирных кислот и средств для мытья.
Подготовил 6 докторов и 50 кандидатов наук. Автор 400 научных работ и 50 авторских свидетельств. Написал 13 учебников.

## Ссылка
- Тютюнников Борис Никанорович
- Тютюнников